# Gastón Lezcano
Gastón Adrián Lezcano (San Nicolás de los Arroyos, 21 novembre 1986) è un calciatore argentino,  attaccante del Magallanes.

## Palmarès

### Club

#### Competizioni nazionali
- Campionato cileno: 2

Universidad Católica: 2020, 2021
- Supercopa de Chile: 2

Universidad Católica: 2020, 2021